# Jean Henry Huguetan
Jean Henry ou Jean Henri Huguetan, baron d'Odyck, comte de Gyldensteen, né à Lyon en France le 27 mars 1664 et mort à Copenhague au Danemark le  14 juin 1749, est un imprimeur-libraire, financier, diplomate et homme d'état français, de confession calviniste, actif à Genève, en Hollande, en Allemagne et au Danemark.

## Les Huguetan à Lyon
Jean Henry Huguetan naît à Lyon le 27 mars 1664 dans une famille d'imprimeurs-libraires de confession calviniste de réputation européenne. Il est le 6e des 10 enfants de Jean Antoine II Huguetan (1615-1681) et de Marguerite Perrachon. Il est baptisé au temple protestant de Saint-Romain-de-Couzon le 30 mars 1664. En association avec Marc-Antoine Ravaud, Guillaume Barbier puis Claude Rigaud, Jean-Antoine II Huguetan est spécialisé dans l'édition d'ouvrages monumentaux et d'érudition. À sa mort en octobre 1681, son fonds est repris par trois de ses fils : Marc (1655-1682), Jean-Antoine III (1660-1682), et Jean Henry. À la mort de Jean-Antoine III en 1682, un quatrième frère, Pierre (1674-1740) se joint à l'association. Les frères Huguetan poursuivent leurs activités d'imprimerie et de librairie, et correspondent avec quelques figures illustres de la République des Lettres comme Antonio Magliabechi. La profession de libraire étant interdite aux protestants par un arrêt royal du 9 juillet 1685, les frères Huguetan font passer leurs capitaux et leurs biens à Genève puis en Hollande à Amsterdam où ils s'installent en 1686. Jean Henry se rend à Paris pour gagner du temps auprès de ses contacts à la Cour et s'y installe quelques années. Il noue une relation avec une jeune femme qui donne naissance en 1687 à Jean Henry Desmercières qui n'est pas légitimé par son père mais qui prendra part à ses affaires au début du XVIIIe siècle. Jean Henry quitte la France et rejoint ses frères à Amsterdam à une date inconnue.

## Libraire et financier entre Amsterdam et Genève
Son frère Marc remet sur pied en Hollande dès 1686 l'activité familiale de librairie qui a fait leur succès dans leur ville natale. Les Huguetan se spécialisent dans l'édition d'ouvrages coûteux, d'atlas géographiques et d'estampes mais aussi de bréviaires et de missels, parfois sous de fausses adresses. Marc et Jean Henry diversifient leurs activités vers 1694 en s'intéressant au trafic de change et aux remises de guerre. Leur implication dans la finance leur permet de mobiliser d'importants capitaux et de soigner la qualité de leurs publications, au point de supplanter leurs rivaux hollandais, et de devenir incontournables en Europe. Leur vaste réseau de correspondants leur permet d'écouler leurs stocks et de trouver de nouvelles œuvres à imprimer. Les Huguetan ouvrent des dépôts et des comptoirs à Paris, Londres, Livourne, Francfort, Leipzig, Alicante. Leur fortune s’accroit considérablement. Jean-Henry épouse le 3 février 1701 à Amsterdam Suzanne Testas (1680-1703), la fille d'immigrés protestants bordelais reconvertis dans la banque. De leur union nait Marguerite Huguetan (1702-1767). À la mort de Marc en octobre 1702, Jean Henry, qui est alors à Genève, prend la tête de la maison familiale et oriente ses activités vers la finance. 
Il poursuit la relation nouée par son frère Marc avec le financier Samuel Bernard (1651-1739), le principal intermédiaire entre la Cour de France et les banquiers genevois. Jean Henry Huguetan réunit pour son correspondant des sommes numéraires considérables servant à financer l'armée des Flandres dans le contexte de la guerre de Succession d'Espagne. Il remet en échange des assignations, des billets de monnaies et des lettres de Samuel Bernard. Protégé par la Cour de France, le financier siphonne les capitaux de Genève en espèces et en papiers, au point d'affecter l'activité économique de la République.

## L'affaire Huguetan
En 1704, son activité connait des turbulences provoquées par l’hostilité des autorités genevoises et en France par un édit royal en mai qui rend moins lucratif les taux de change des espèces. Jean Henry Huguetan aurait perdu près de 20 % de ses avances. Il se plaint au financier de la Cour des lenteurs de remboursement qui l'obligent à emprunter. À la fin de l'année, il aurait avancé près de 20 millions de livres, l'obligeant à demander une compensation à Samuel Bernard. L'indécision de la guerre de Succession d'Espagne et surtout la défaite française lors de la deuxième bataille de Höchstadt en Bavière en août 1704 lui font perdre 192 000 Livres tournois, récupérées en numéraires par les troupes impériales. La défiance s'installe entre Bernard et son agent. Huguetan doit se rendre quatre fois à Paris entre août et décembre 1704 pour faire valoir sa cause. Un arrangement est trouvé en décembre pour un remboursement partiel. Samuel Bernard presse alors de nouveau Huguetan de lui trouver et avancer de l'argent qu'il ne peut mobiliser.  Bernard menace de le faire emprisonner. Le contrôleur général des finances Michel Chamillart s'en mêle et propose à la fin du mois de décembre 1704 un arrangement très favorable à Bernard. Il propose l'examen des comptes d'Huguetan par des commissaires et une indemnité de 200 000 livres, bien loin de la somme que le financier de la Cour lui doit en échange de ses services. Huguetan est tombé dans un traquenard. 
Chamillart et Bernard exigent alors, outre les fournitures encore dues, 10 millions de livres supplémentaires en lettres de change d'avance au financier totalement asphyxié qui ne peut que signer de force les billets et lettres qu'on lui tend. Des correspondants parisiens se portent garants de lui en endossant ses lettres de change, et Huguetan peut honorer une partie des sommes sur lesquelles il avait dû s'engager. Il peut se retirer à Genève au mois d'avril 1705 où les autorités comme ses créanciers l'attendent de pied ferme.
Jean Henry Huguetan n'a d'autre choix que de regagner la Hollande et Amsterdam où il avertit ses correspondants et agents en Europe de ne pas honorer ses lettres et billets signées à Paris depuis le mois de décembre. Dupé, Samuel Bernard est pris de court et ne peut plus emprunter. Ses correspondants parisiens, devenus ses créanciers, tentent de le contacter à Amsterdam en juillet. Peine perdue : Huguetan s'est exilé à Londres où il se met à disposition du gouvernement anglais. 
Le financier est reçu par le duc de Marlborough et le Lord trésorier Sydney Godolphin et leur livre toutes les informations qu'il sait sur la situation financière du royaume de France. En échange, il peut récupérer à son profit les biens londoniens appartenant à ses correspondants français et genevois.  
Il revient à Amsterdam en octobre 1705 où il doit se battre contre ses créanciers devant les tribunaux pour faire valoir sa cause. Il multiplie les libelles et pamphlets pour dénoncer les banquiers impliquées dans le système des remises pour la France. Ses dénonciations tapageuses agaçant Paris, une tentative d'enlèvement est décidée par Chamillart en juillet 1707. Le banquier est enlevé à Amsterdam par les services secrets français, et conduit bâillonné vers Paris. Il ne doit son salut qu'aux gardes-frontières hollandais qui le découvrent et le libèrent. Jean Henry Huguetan s'enfuit alors vers l'Allemagne où il espère obtenir une charge à la mesure de ses talents.

## L'exil et la mort
Jean Henry Huguetan réussit à se faire nommer ministre d'État du duché de Saxe-Weimar-Eisenach en 1708. Il épouse Marguerite de Nassau-Odyck (1673-1745), une petite-fille bâtarde de Maurice de Nassau. Il est ainsi anobli par l'empereur Joseph Ier et devient baron d'Odyck. On le retrouve au Danemark en 1711 où il gagne les faveurs du roi Christian VI. Le monarque le nomme chambellan de la Cour en 1714 et le charge de différentes missions diplomatiques. Il est fait chevalier de l'Ordre de Dannebrog et reçoit du Roi le comté de Gyldensteen en 1717 pour services rendus. Jean Henry Huguetan est aussi chargé de réorganiser l'économie du royaume. Il fonde des manufactures textiles, la Compagnie danoise des Indes orientales en 1728 et la Banque royale de Copenhague en 1736.
Il décède à Copenhague le 14 juin 1749 à l'âge de 85 ans.